# Link: The Faces of Evil и Zelda: The Wand of Gamelon
Link: The Faces of Evil и Zelda: The Wand of Gamelon, также известные просто как Zelda CD-i — компьютерные action-adventure-игры для CD-i, разработанные студией Animation Magic и опубликованные Philips Interactive Media в 1993 году. Обе эти игры создавались на одном игровом движке, что объясняет их внешнее сходство. Действие в играх происходит во вселенной The Legend of Zelda от Nintendo, однако они не признаны каноном и рассматриваются, как часть отдельной серии Zelda-игр, выпущенных для CD-i. Созданием игры занимались разработчики, не имевшие никакого отношения к разработчикам оригинальных игр The Legend of Zelda.
В Link: The Faces of Evil игрок берёт на себя управление Линком, который отправляется в путешествие, чтобы сразить Ганона и спасти принцессу Зельду. В Zelda: The Wand of Gamelon игрок управляет Зельдой, которая должна спасти Линка, короля Харкиниана и защитить своё королевство от Ганона. На момент выпуска игра получила сдержанную оценку со стороны игровой прессы и игроков. Критика игр наряду с Hotel Mario становилась всё негативнее из-за некачественного геймплея, сценария, диалогов, музыки и главным образом — из-за некачественных кат-сцен. Обе эти игры упоминаются не просто как худшие игры по вселенной Zelda, но и как одни из худших в истории всех видеоигр. Кат-сцены, созданные российскими аниматорами, из-за своего низкого качества и необычного стиля для компьютерной игры стали в какой-то момент культовыми в интернет-сообществе, по ним было создано множество интернет-мемов и YouTube Poop-видео.

## Игровой процесс
В Link: The Faces of Evil и Zelda: The Wand of Gamelon игрок берёт на себя управление Линком и Зельдой соответственно. В самом начале обеих игр игрок получает доступ к трём аренам через игровую карту. На этом этапе персонажи получают меч и щит для атаки врагов и защиты. Персонаж использует свой щит по умолчанию. По мере прохождения игрок может приобрести во внутриигровом магазине дополнительные предметы, например масляную лампу, верёвку или бомбы. Предметы приобретаются за рубины, который можно добыть после победы над врагом.
Очки здоровья персонажа показаны в виде сердец, в самом начале прохождения у персонажа будет в запасе три очка здоровья, но позже можно будет добыть больше. Каждый удар противника отнимает по крайне мере половину очка. Если игрок истратит очки здоровья, в первые два раза игра перезапустится с того места, где игрок потерял последнее очко, однако после третьей смерти весь игровой уровень будет перезагружен, игрок сохранит все подобранные предметы и рубины.

## Сюжет

### Link: The Faces of Evil
Игра начинается в замке Хайрул, где скучающий Линк мечтает о приключениях и делится своими чаяниями с королём Харкинианом. В этот момент в замок прибывает волшебник Гвонам с сообщением о том, что злодей Ганон и его приспешники захватили власть на острове Коридай. Согласно пророчеству, только Линк способен победить Ганона. Герой просит Зельду поцеловать его на удачу, но принцесса отказывается. Гвонам переносит Линка на остров Коридай, объясняя, что приспешники Ганона разместили там гигантские каменные статуи, известные как «лики зла» и по совместительству их базы. Линк путешествует по острову, свергая базы противников и побеждая их лидеров. Тем временем Гвонам сообщает герою, что Ганон похитил принцессу Зельду и заточил её в своём логове.
Линк находит священную книгу Кориади и ищет переводчика Айпо, чтобы расшифровать текст. Айпо утверждает, что написанное в книге — ключ к победе над Ганоном. Линк в конце концов сталкивается с Ганоном и свергает его, заточив внутри книги Кориади. Ему удаётся спасти Зельду и заслужить звания героя у жителей острова. После этого он снова просит поцелуя у Зельды, но она снова отказывается.

### Zelda: The Wand of Gamelon
Король Харкиниан хочет помочь герцогу Онкледу Гамелонскому, на которого напал Ганон. Перед тем как отправиться в путь, король говорит Зельде, чтобы она обратилась к Линку для поддержки, если король не даст о себе знать через месяц. Король так и не вернулся по истечении этого времени, вдобавок, без вести пропал Линк, что вынудило принцессу отправиться в Гамелон на поиски их обоих.
Путешествуя по Гамелону, Зельда узнаёт, что Харкиниан был захвачен Ганоном, Линка же в последний раз видели сражающимся с его войсками. Путешествуя по Гамелону, Зельда побеждает множество приспешников Ганона. Она узнаёт о сговоре герцога Онкледа с Ганоном, чтобы заманить короля Харкиниана в Гамелон и сразить в неравном бою. Зельда отправляется в святилище Гамелона, чтобы раздобыть Жезл, необходимый для победы над Ганоном. Сразив злодея, она освобождает короля Харкиниана, который в свою очередь прощает герцога Онкледа при условии, если он вымоет все полы в Хайруле. Линк же оказался запертым в волшебном зеркале, и Зельда разбила его, чтобы освободить героя.

## Разработка
В 1989 году японская компания Nintendo заключила сделку с Sony на создание периферийного CD-ROM-устройства для Super NES (см. Super NES CD-ROM). Диск в сравнении с игровыми картриджами того времени предлагал гораздо больше памяти, что позволяло, например, вставлять в игры FMV-видео. Тем не менее Nintendo позже расторгла этот контракт в пользу Philips. В итоге Sony продолжила разработку уже собственной игровой приставки под названием PlayStation. Наблюдая за слабыми продажами и негативной критикой Sega Mega-CD, Nintendo окончательно отказалась от финансирования разработки периферийного устройства уже совместно с Philips, но в качестве компромисса оставила компании права на использование нескольких своих персонажей в играх от Philips для приставки CD-i — Линка, принцессы Зельды, Ганона и Марио.
Philips заключила контракты с независимыми студиями на создание трёх игр с участием персонажей от Nintendo. Сама Nintendo не принимала никакого участия в разработке этих игр. При создании Link: The Faces of Evil и Zelda: The Wand of Gamelon разработчики изучали иллюстрации из двух оригинальных игр по вселенной Zelda и буклеты с инструкциями. Руководство Philips настаивало на том, чтобы разработчики использовали все преимущества CD-i, в том числе и высокое разрешение, возможность использовать видеовставки и качественную музыку. Поскольку CD-i изначально не разрабатывалась как отдельная игровая приставка, разработчики должны были учитывать множественные технические ограничения, в том числе неотзывчивое управление, проблемы, связанные со звуком, памятью, графикой и доступом к диску. Обе игры были продемонстрированы на выставке Consumer Electronics Show и уже тогда удивили зрителей своими кат-сценами.
Link: The Faces of Evil и Zelda: The Wand of Gamelon были первыми выпущенными для CD-i играми, лицензируемыми Nintendo. На их разработку было выделено $600,000, что считалось довольно низким бюджетом для игр того времени. К тому же на разработку обеих игр было дано чуть больше года. Команда разработчиков Animation Magic из Кембриджа, штат Массачусетс решила разрабатывать обе игры одновременно и на основе одного игрового движка.
Разработкой руководил Дейл ДеШарон, в команду вошли три программиста (все бывшие сотрудники Spinnaker Software), композитор Тони Триппи и писатель-фрилансер Джонатан Мерритт, работавший над сценарием и дизайном. Фоны для игры создали местные художники. Над FMV-роликами работала команда аниматоров из России во главе с Игорем Разбовым, мигрировавшим в США. Аниматоры были группой из шести молодых выпускников художественного училища, которых Разбов увёз в США на стажировку и поселил в двух небольших комнатах, чтобы те обучились создавать анимации на компьютере. Это стало первым известным случаем, когда американские разработчики прибегли к русскому аутсорсингу, так как это позволил изменившийся политический климат в Советском Союзе после падения Берлинской Стены. Разработчики заметили, что привлечение американских аниматоров стоило бы гораздо больших денег, поэтому они решили найти российских аниматоров, имевших опыт в создании российских мультфильмов.
Персонажей озвучивали новички из профсоюза начинающих актёров местного общественного театра в Новой Зеландии. Джеффри Рат озвучивал Линка. Он позже рассказал, что на запись всех голосов ушло два часа, на репетицию — 15 минут. Бонни Джин Уилбур озвучила Зельду, а её муж — несколько других персонажей, включая Гвонама. Марк Берри озвучил Короля Харкиниана и Ганона.

## Критика
Игра получила неоднозначную оценку со стороны критиков. Журнал SNES Force утверждал, что анимации в проектах захватывают дух, а также похвалил в них графику, высокое разрешение, «блестящее» музыкальное сопровождение и диалоги. Joystick назвал The Faces of Evil настоящей аркадной игрой с потрясающей графикой и «идеальными анимациями». Редактор также похвалил The Wand of Gamelon, также дополнительно оценив в игре озвучивание, сюжет и предысторию. Через несколько месяцев редакция присвоила игре Faces of Evil оценку 79 % за время прохождения, качественную музыку и звуковые эффекты.
Другие журналисты оставили более сдержанные оценки. Например, редакция CDi присвоила The Faces of Evil 65 % баллов, указав на слабую связь с остальными играми серии Zelda, поверхностный сюжет, некачественную графику, например отсутствие параллакса, медлительный и повторяющийся игровой процесс. Другой редактор того же журнала дал The Wand of Gamelon высшую оценку — 75 %, назвав в целом добротной игрой за её хорошие головоломки и анимированные эпизоды, но раскритиковал сюжет и элементы управления. Уже в 1994 году, вместе с падением продаж CD-i, негативная критика обострилась. Link: The Faces of Evil и Zelda: The Wand of Gamelon всё чаще называли дешёвыми и некачественными проектами, которые никак не сумели подогреть интерес к приставке. Уже тогда ДеШарон, руководивший разработкой, утверждал, что критика его игр была совершенно несправедливой, учитывая что создание игры велось в условиях крайней нехватки времени и денежных средств и тем более несопоставимой со средствами, вкладываемыми в разработку игр от Nintendo.

### Ретроперспектива
В своих поздних обзорах игровые журналисты называли Link: The Faces of Evil и Zelda: The Wand of Gamelon играми с ужасно некачественной анимацией и плохим управлением. Создателей обвиняли в целом в непонимании франшизы Legend of Zelda. Пер Шнайдер с сайта IGN заметил, что, судя по всему, решение сделать Зельду управляемым персонажем было обусловлено тем, что игры для CD-i были популярны у игроков-женщин, однако это был полный провал, так как Зельда играла ту же роль, что и Линк.

Кат-сцены из игры Zelda CD-i приобрели в интернете широкую известность, став источником множественных интернет-мемов

Больше всего критиковались анимационные ролики и озвучивание. Рецензенты называли их смехотворными, ужасающими, раздражающими, позорными. Некоторые рецензенты заметили, что некачественные кат-сцены выглядели причудливо, «как полная шутка». Шнайдер заметил, что сцены из игр способны «развлечь... по всем неправильными причинам». Редакция российского сайта DTF заметила, что стиль кат-сцен напоминает типичную российскую анимацию начала 90-х годов, для которой было типично низкое качество, экспрессионизм, постоянная смена перспективы, несоблюдение пропорций, резкое приближение лиц, ладоней к экрану и т.д.. Саундтрек к игре оценили выше, тем не менее он явно не дотягивает по качеству до игр серии Zelda от Nintendo.
Из-за крайне негативной критики обе игры, начиная с 2000-х годов, стали приобретать всё более печальную известность. Журнал Electronic Gaming Monthly поставил игру The Wand of Gamelon на шестое место в списке худших игр в истории , GameTrailers — на пятое, а журнал — Electronic Gaming Monthly на девятое место[прояснить]. Фанаты серии Zelda также презирают обе эти игры.
Некоторые критики считали, что Link: The Faces of Evil и Zelda: The Wand of Gamelon незаслуженно подверглись слишком негативной реакции и даже предполагали, что эти игры стали жертвой ревью-бомбинга со стороны журналистов, которые даже не играли в них. В частности ими были замечены качественные задние фоны на сценах и в целом хорошо проработанный игровой процесс, а в многочисленных проблемах с управлением виновата прежде всего приставка CD-i. Было также замечено, что на негативные оценки игр прежде всего повлияло их сравнение с остальными играми серии Zelda при том, что игры от Nintendo, как правило, выделяются своим исключительным качеством. При самостоятельной оценке Link: The Faces of Evil и Zelda: The Wand of Gamelon оказываются вполне добротными играми для своего времени.

### Влияние

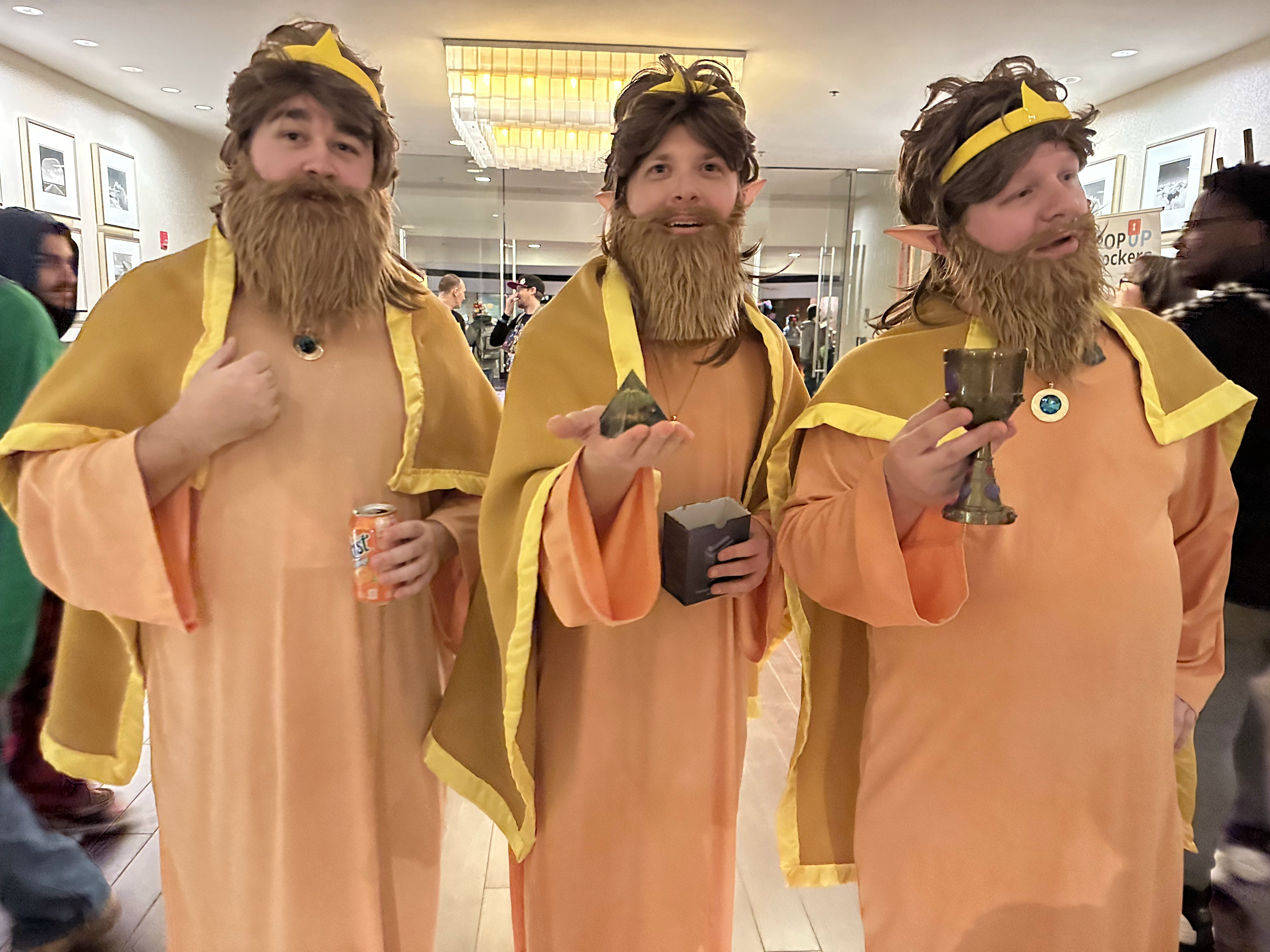
Косплей короля Харкиниана

Ещё в 2000-х годах в интернете стали появляться многочисленные видеоролики и мемы о Zelda CD-i, высмеивающие эти игры. Низкокачественные кат-сцены, выполненные в необычном для компьютерных игр стиле, стали известными и культовыми в геймерском и интернет-сообществе. Наиболее известный интернет-мем из Zelda CD-i — фраза «mah boi», произнесённая королём Харкинианом. Кадры из игр активно распространялись в 4chan и игровых форумах. Пользователи стали создавать ролики, пародирующие кат-сцены из Zelda CD-i. Редакция Inverse заметила, что пародии на Zelda CD-i стали важной частью современной интернет-культуры, они составляют значительную часть видео жанра YouTube Poop. Пародийные ролики в том числе выступают инструментом для творческого самовыражения у молодых аниматоров.
Игры Zelda CD-i приобрели в некоторой мере культовый статус, в интернете были опубликованы их ремастеры на ПК с поддержкой геймпада. В 2020 году на Youtube было выпущено видео длиною в 21 минуту с полностью переделанными кат-сценами из Zelda CD-i, над роликом работало более 200 аниматоров. Каждый аниматор создал по одной сцене длиной в несколько секунд, в них намеренно сохранён экспрессионистский стиль, чтобы сохранить дух оригинальных кат-сцен.
На движке GameMaker разработчиком-любителем Сетом «Доппли» Фулкерсоном был создан фанатский ремейк для Linux и Microsoft Windows в 2020 году. Фулкерсон также внёс ряд улучшений в игровой процесс и добавил дополнительный игровой контент, поддержку субтитров и широкоэкранного режима. Тем не менее из-за угрозы судебного иска со стороны Nintendo из-за нарушения авторских прав, Фулкерсон удалил ремейк всего через несколько дней после его выпуска.
В 2023 году Фулкерсон выпустил игру по оригинальной вселенной — Arzette: The Jewel of Faramore с почти идентичным игровым процессом и анимационными вставками, выдержанными в той же стилистике, что и в Zelda CD-i. Также персонажей в игре озвучили Джеффри Рата и Бонни Джин Уилбур — оригинальные актёры озвучивания Zelda CD-i. Игра была выпущена 14 февраля 2023 года на платформах Nintendo Switch, PlayStation 4, PlayStation 5, Xbox Series X/S и Windows..